# 大塩秋平
大塩 秋平（おおしお しゅうへい、1852年9月4日（嘉永5年7月21日）- 1927年（昭和2年）6月21日）は、日本の酪農家である。旧姓は滝田。

## 経歴・人物
因幡の生まれ。同地産の牛乳の生産および全国への販売の普及に尽力するために、1877年（明治10年）に鳥取で初の乳牛の飼育を開始した。1880年（明治13年）には搾乳にもあたり、1884年（明治17年）には同郷の矢部宣一郎や水田平八、伊井源治郎らと共に湊山搾乳所で10頭の乳牛の搾乳に携わる。
これによって1886年（明治19年）には同地で飼育される乳牛が31頭に増加させることを成功し、後に加工食品であるバターおよびチーズの製造にもあたった。